# Schachweltmeisterschaft 2013
Die Schachweltmeisterschaft 2013 fand vom 7. November bis 22. November 2013 als Zweikampf um den Titel des Schachweltmeisters zwischen dem Titelverteidiger Viswanathan Anand und Magnus Carlsen als Herausforderer in Chennai (ehemals Madras) in Indien statt. Nach zehn von zwölf angesetzten Partien lag Carlsen mit 6,5:3,5 uneinholbar in Führung und wurde neuer Weltmeister.

## Kandidatenturnier
Im Kandidatenturnier, das vom 14. März bis zum 1. April 2013 in London stattfand, spielten acht Spieler doppelrundig jeder gegen jeden. Die acht Startplätze wurden vom Verlierer der Schachweltmeisterschaft 2012 (Boris Gelfand), den drei bestplatzierten Spielern des Schachweltpokals 2011 (Pjotr Swidler, Alexander Grischtschuk und Wassyl Iwantschuk), den drei Spielern mit der besten Elo-Wertung aus dem Durchschnitt der Wertungen Juli 2011 und Januar 2012 (Magnus Carlsen, Lewon Aronjan und Wladimir Kramnik) sowie einem vom Veranstalter nominierten Spieler (Teymur Rəcəbov) eingenommen. Sieger wurde Magnus Carlsen aufgrund der höheren Zahl an Siegen vor dem punktgleichen Wladimir Kramnik.
Das Endergebnis des Kandidatenturniers in der Übersicht:
| Rang | Teilnehmer             | Wertung März 2013 | 1   | 2   | 3   | 4   | 5   | 6   | 7   | 8   | Punkte | Feinwertungen      | Feinwertungen |
| Rang | Teilnehmer             | Wertung März 2013 | 1   | 2   | 3   | 4   | 5   | 6   | 7   | 8   | Punkte | Direkter Vergleich | Siege         |
| ---- | ---------------------- | ----------------- | --- | --- | --- | --- | --- | --- | --- | --- | ------ | ------------------ | ------------- |
| 1    | Magnus Carlsen         | 2872              | * * | ½ ½ | 1 0 | ½ ½ | 1 1 | 1 ½ | ½ 0 | ½ 1 | 8,5    | 1                  | 5             |
| 2    | Wladimir Kramnik       | 2810              | ½ ½ | * * | ½ 1 | ½ 1 | ½ ½ | ½ 1 | ½ 0 | 1 ½ | 8,5    | 1                  | 4             |
| 3    | Pjotr Swidler          | 2747              | 0 1 | ½ 0 | * * | ½ 1 | ½ ½ | ½ ½ | ½ 1 | 1 ½ | 8,0    | 1½                 |               |
| 4    | Lewon Aronjan          | 2809              | ½ ½ | ½ 0 | ½ 0 | * * | 1 0 | ½ ½ | 1 1 | 1 1 | 8,0    | ½                  |               |
| 5    | Boris Gelfand          | 2740              | 0 0 | ½ ½ | ½ ½ | 0 1 | * * | ½ ½ | ½ ½ | ½ 1 | 6,5    | 1                  | 2             |
| 6    | Alexander Grischtschuk | 2764              | 0 ½ | ½ 0 | ½ ½ | ½ ½ | ½ ½ | * * | ½ 1 | ½ ½ | 6,5    | 1                  | 1             |
| 7    | Wassyl Iwantschuk      | 2757              | ½ 1 | ½ 1 | ½ 0 | 0 0 | ½ ½ | ½ 0 | * * | 0 1 | 6,0    |                    |               |
| 8    | Teymur Rəcəbov         | 2793              | ½ 0 | ½ 0 | 0 ½ | 0 0 | ½ 0 | ½ ½ | 1 0 | * * | 4,0    |                    |               |

## Austragungsort und Preisfonds

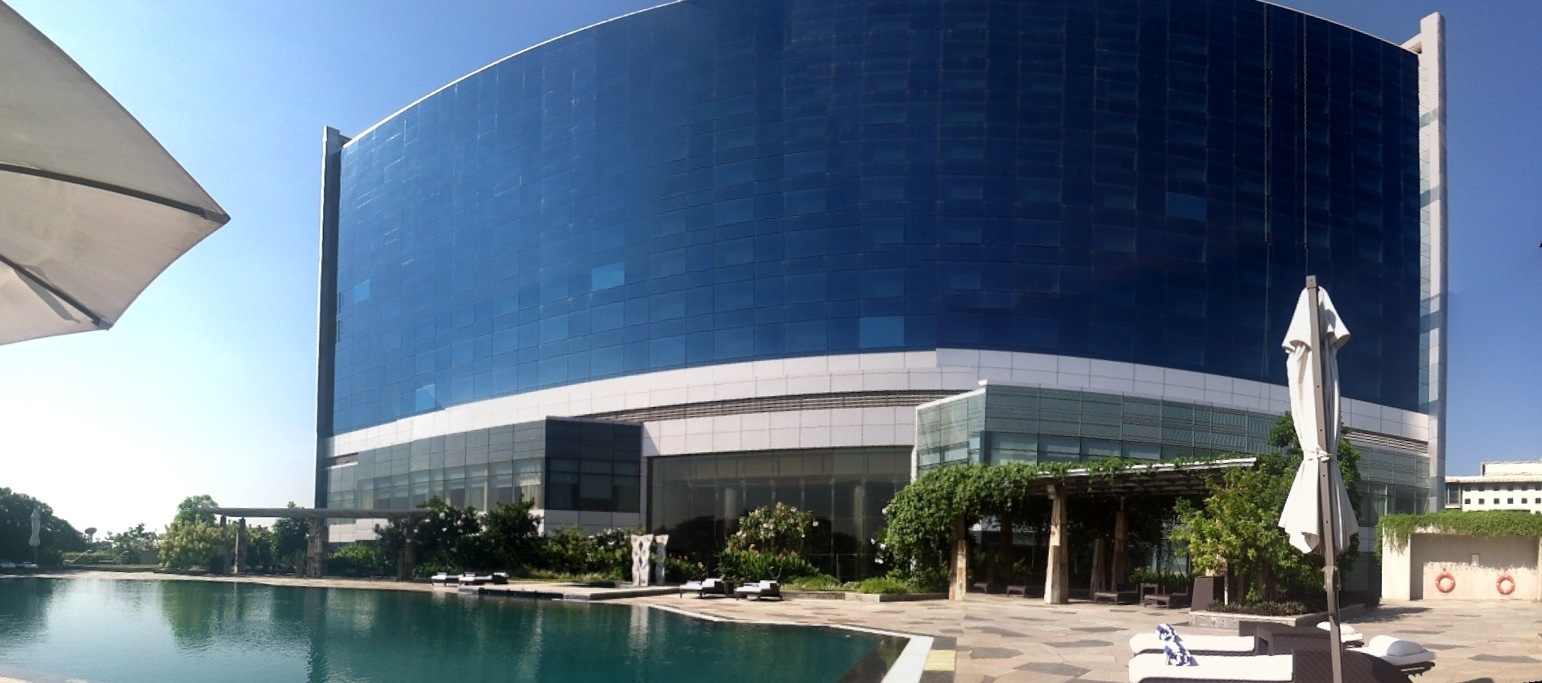
Das Hyatt Regency Hotel in Chennai war Austragungsort des Wettkampfes.

Auf dem FIDE Presidential Board Meeting am 5. Mai 2013 in Baku wurde der Weltmeisterschaftskampf nach Chennai vergeben. Der Norges Sjakkforbund hatte zuvor gegen eine Ausrichtung in Chennai protestiert. Die Fédération Française des Échecs hatte angeboten, den Wettkampf in Paris zu organisieren und einen Preisfonds in Höhe von 2,65 Millionen Euro zur Verfügung zu stellen. Das Angebot von Chennai belief sich auf 2,55 Millionen US-Dollar. Davon erhielt Carlsen zunächst 100.000 Dollar, weil er im Heimatland seines Gegners antrat. Der Rest wurde im Verhältnis 60:40 zwischen Sieger und Verlierer aufgeteilt. Falls der Wettkampf durch Tie-Break entschieden worden wäre, hätte der Gewinner nur 55 Prozent erhalten.

## Austragungsmodus
Der Wettkampf wurde über maximal zwölf Partien mit klassischer Bedenkzeit (120 Minuten für die ersten 40 Züge, 60 Minuten für die nächsten 20 Züge, 15 Minuten für den Rest der Partie zuzüglich 30 Sekunden Zeitgutschrift ab Zug 61) ausgetragen. Schachweltmeister wurde der Spieler, der als Erster 6,5 Punkte erreichte. Wäre es nach den zwölf regulären Partien zum Gleichstand gekommen, so wären die Farben neu ausgelost und vier Tie-Break-Partien (Schnellschach mit 25 Minuten Bedenkzeit pro Partie plus zehn Sekunden pro Zug) gespielt worden. Bei Gleichstand wären zwei Blitzpartien (fünf Minuten Bedenkzeit pro Partie plus drei Sekunden pro Zug) gespielt worden. Hätte dies zu keiner Entscheidung geführt, wären erneut zwei Blitzpartien gespielt worden. Dies wäre so lange wiederholt worden, bis ein Sieger festgestanden oder zehn Blitzpartien gespielt worden wären. Hätte es auch danach gleichgestanden, so wäre eine letzte Sudden-Death-Partie gespielt worden. Durch Los wäre ein Spieler ermittelt worden, der nun hätte wählen dürfen, ob er die letzte Partie mit Weiß oder Schwarz hätte spielen wollen. Der Weißspieler hätte fünf Minuten Bedenkzeit, der Schwarzspieler vier Minuten erhalten. Ab Zug 61 hätten die Spieler pro Zug eine Zeitgutschrift von drei Sekunden bekommen. Wäre es in dieser letzten Partie zum Remis gekommen, so wäre der Spieler mit den schwarzen Steinen zum Gewinner erklärt worden. Hauptschiedsrichter des Wettkampfes war Ashot Vardapetyan aus Armenien.
Carlsen setzte eine Vertragsklausel durch, die einem Spieler das Recht einräumte, im Krankheitsfall eine zweitägige Auszeit zu nehmen.

## Vorbereitungen
Anand bereitete sich zwei Monate lang in Bad Soden am Taunus auf den Wettkampf vor. Nachdem Peter Heine Nielsen und Rustam Kasimjanov sein Team zuvor verlassen hatten, arbeitete er mit Surya Shekhar Ganguly, Radosław Wojtaszek und Chanda Sandipan als Sekundanten. Bei der Auftaktpressekonferenz am 7. November 2013 bestätigte Anand, dass auch K. Sasikiran und Péter Lékó zu seinen Sekundanten gehören.
Carlsen hielt seine Vorbereitungen weitgehend geheim. Als Sekundant wurde lediglich Jon Ludvig Hammer offiziell bestätigt.
| Hier fehlt eine Grafik, die leider im Moment aus technischen Gründen nicht angezeigt werden kann. Wir arbeiten daran! |

Carlsen galt als Weltranglistenerster mit einem Vorsprung von 95 Elo-Punkten gegenüber dem auf Platz 8 liegenden Anand als Favorit. Vor dem Weltmeisterschaftskampf trafen die beiden Spieler in 29 Partien mit klassischer Bedenkzeit aufeinander. Anand führte in diesem Vergleich mit 6:3 bei 20 Remis. Im letzten Aufeinandertreffen vor dem Match gewann Carlsen beim Tal Memorial im Juni 2013 mit Weiß in 29 Zügen.
Die Eröffnungsfeier fand am 7. November 2013 im Nehru Indoor Stadium in Chennai statt. Die Eröffnungsrede hielt die Ministerpräsidentin von Tamil Nadu, J. Jayalalithaa.

## Verlauf

### Tabelle
Der Spielbeginn war für jeweils 9:30 Uhr UTC angesetzt, das entspricht 15:00 Uhr Ortszeit und 10:30 Uhr MEZ (u. a. D, A und CH). Für den Fall eines 6:6-Unentschiedens nach zwölf Partien war für den 28. November der Tie-Break (siehe im Abschnitt Austragungsmodus) angesetzt. Die Auslosung im Rahmen der Eröffnungszeremonie ergab, dass Carlsen in der ersten Partie Weiß hatte.
Nach der ersten Partie wurden während der ersten Hälfte des Zweikampfs bei jeder neuen Partie jeweils die Farben abgewechselt, anschließend behielt Anand in der siebten Partie als Auftakt der zweiten angesetzten Hälfte die weißen Steine, wonach erneut die Farben in jeder Partie abgewechselt wurden. Diese Praxis hatte sich bereits in früheren Weltmeisterschaften bewährt, um den möglichen Vorteil der ersten Weißpartie zu neutralisieren.
| Partie | Datum (2013)     | Partieergebnis | Partieergebnis | Eröffnung | ECO-Code | Züge | Zwischenstand | Zwischenstand | Link | Video |
| ------ | ---------------- | --- | --- | --- | --- | --- | --- | --- | --- | --- |
|        |                  | Anand | Carlsen | | | | Anand | Carlsen | | |
| 1      | Sa, 9. November  | ½ | ½ | Grünfeld-Indisch | D78 | 16 | ½ | ½ | chessgames.com | Video 01 |
| 2      | So, 10. November | ½ | ½ | Caro-Kann | B19 | 25 | 1 | 1 | chessgames.com | Video 02 |
| 3      | Di, 12. November | ½ | ½ | Réti-Eröffnung | A07 | 51 | 1½ | 1½ | chessgames.com | Video 03 |
| 4      | Mi, 13. November | ½ | ½ | Spanische Partie | C67 | 64 | 2 | 2 | chessgames.com | Video 04 |
| 5      | Fr, 15. November | 0 | 1 | Damengambit | D31 | 58 | 2 | 3 | chessgames.com | Video 05 |
| 6      | Sa, 16. November | 0 | 1 | Spanische Partie | C65 | 67 | 2 | 4 | chessgames.com | Video 06 |
| 7      | Mo, 18. November | ½ | ½ | Spanische Partie | C65 | 32 | 2½ | 4½ | chessgames.com | Video 07 |
| 8      | Di, 19. November | ½ | ½ | Spanische Partie | C67 | 33 | 3 | 5 | chessgames.com | Video 08 |
| 9      | Do, 21. November | 0 | 1 | Nimzowitsch-Indisch | E25 | 28 | 3 | 6 | chessgames.com | Video 09 |
| 10     | Fr, 22. November | ½ | ½ | Sizilianisch | B51 | 65 | 3½ | 6½ | chessgames.com | Video 10 (1/2) |
| 11     | So, 24. November | Die Austragung dieser Partien war nicht mehr erforderlich, da Carlsen nach der 10. Partie schon mehr als die Hälfte der möglichen Punkte erreicht hatte. | Die Austragung dieser Partien war nicht mehr erforderlich, da Carlsen nach der 10. Partie schon mehr als die Hälfte der möglichen Punkte erreicht hatte. | Die Austragung dieser Partien war nicht mehr erforderlich, da Carlsen nach der 10. Partie schon mehr als die Hälfte der möglichen Punkte erreicht hatte. | Die Austragung dieser Partien war nicht mehr erforderlich, da Carlsen nach der 10. Partie schon mehr als die Hälfte der möglichen Punkte erreicht hatte. | Die Austragung dieser Partien war nicht mehr erforderlich, da Carlsen nach der 10. Partie schon mehr als die Hälfte der möglichen Punkte erreicht hatte. | Die Austragung dieser Partien war nicht mehr erforderlich, da Carlsen nach der 10. Partie schon mehr als die Hälfte der möglichen Punkte erreicht hatte. | Die Austragung dieser Partien war nicht mehr erforderlich, da Carlsen nach der 10. Partie schon mehr als die Hälfte der möglichen Punkte erreicht hatte. | Die Austragung dieser Partien war nicht mehr erforderlich, da Carlsen nach der 10. Partie schon mehr als die Hälfte der möglichen Punkte erreicht hatte. | Die Austragung dieser Partien war nicht mehr erforderlich, da Carlsen nach der 10. Partie schon mehr als die Hälfte der möglichen Punkte erreicht hatte. |
| 12     | Di, 26. November | Die Austragung dieser Partien war nicht mehr erforderlich, da Carlsen nach der 10. Partie schon mehr als die Hälfte der möglichen Punkte erreicht hatte. | Die Austragung dieser Partien war nicht mehr erforderlich, da Carlsen nach der 10. Partie schon mehr als die Hälfte der möglichen Punkte erreicht hatte. | Die Austragung dieser Partien war nicht mehr erforderlich, da Carlsen nach der 10. Partie schon mehr als die Hälfte der möglichen Punkte erreicht hatte. | Die Austragung dieser Partien war nicht mehr erforderlich, da Carlsen nach der 10. Partie schon mehr als die Hälfte der möglichen Punkte erreicht hatte. | Die Austragung dieser Partien war nicht mehr erforderlich, da Carlsen nach der 10. Partie schon mehr als die Hälfte der möglichen Punkte erreicht hatte. | Die Austragung dieser Partien war nicht mehr erforderlich, da Carlsen nach der 10. Partie schon mehr als die Hälfte der möglichen Punkte erreicht hatte. | Die Austragung dieser Partien war nicht mehr erforderlich, da Carlsen nach der 10. Partie schon mehr als die Hälfte der möglichen Punkte erreicht hatte. | Die Austragung dieser Partien war nicht mehr erforderlich, da Carlsen nach der 10. Partie schon mehr als die Hälfte der möglichen Punkte erreicht hatte. | Die Austragung dieser Partien war nicht mehr erforderlich, da Carlsen nach der 10. Partie schon mehr als die Hälfte der möglichen Punkte erreicht hatte. |

|   | a | b | c | d | e | f | g | h |   |
| 8 |   |   |   |   |   |   |   |   | 8 |
| 7 |   |   |   |   |   |   |   |   | 7 |
| 6 |   |   |   |   |   |   |   |   | 6 |
| 5 |   |   |   |   |   |   |   |   | 5 |
| 4 |   |   |   |   |   |   |   |   | 4 |
| 3 |   |   |   |   |   |   |   |   | 3 |
| 2 |   |   |   |   |   |   |   |   | 2 |
| 1 |   |   |   |   |   |   |   |   | 1 |
|   | a | b | c | d | e | f | g | h |   |

### 1. Partie
Die erste Partie endete nach nur 16 Zügen und wenig spektakulärem Verlauf mit einem Remis durch Stellungswiederholung.
Carlsen – Anand
Chennai, 9. November 2013
Grünfeld-Indisch, D78
1. Sf3 d5 2. g3 g6 3. Lg2 Lg7 4. d4 c6 5. 0–0 Sf6 6. b3 0–0 7. Lb2 Lf5 8. c4 Sbd7 9. Sc3 dxc4 10. bxc4 Sb6 11. c5 Sc4 12. Lc1 Sd5 13. Db3 Sa5 14. Da3 Sc4 15. Db3 Sa5 16. Da3 Sc4 ½:½
|   | a | b | c | d | e | f | g | h |   |
| 8 |   |   |   |   |   |   |   |   | 8 |
| 7 |   |   |   |   |   |   |   |   | 7 |
| 6 |   |   |   |   |   |   |   |   | 6 |
| 5 |   |   |   |   |   |   |   |   | 5 |
| 4 |   |   |   |   |   |   |   |   | 4 |
| 3 |   |   |   |   |   |   |   |   | 3 |
| 2 |   |   |   |   |   |   |   |   | 2 |
| 1 |   |   |   |   |   |   |   |   | 1 |
|   | a | b | c | d | e | f | g | h |   |

### 2. Partie
In der zweiten Partie überraschte Carlsen als Schwarzer mit der Caro-Kann-Verteidigung. Anand fühlte sich auf die entstehende komplizierte Stellung schlechter vorbereitet und akzeptierte im 18. Zug einen Damentausch. Nach 25 Zügen kam es zu einem Remis durch Stellungswiederholung.
Anand – Carlsen
Chennai, 10. November 2013
Caro-Kann, B19
1. e4 c6 2. d4 d5 3. Sc3 dxe4 4. Sxe4 Lf5 5. Sg3 Lg6 6. h4 h6 7. Sf3 e6 8. Se5 Lh7 9. Ld3 Lxd3 10. Dxd3 Sd7 11. f4 Lb4+ 12. c3 Le7 13. Ld2 Sgf6 14. 0–0–0 0–0 15. Se4 Sxe4 16. Dxe4 Sxe5 17. fxe5 Dd5 18. Dxd5 cxd5 19. h5 b5 20. Th3 a5 21. Tf1 Tac8 22. Tg3 Kh7 23. Tgf3 Kg8 24. Tg3 Kh7 25. Tgf3 Kg8 ½:½
|   | a | b | c | d | e | f | g | h |   |
| 8 |   |   |   |   |   |   |   |   | 8 |
| 7 |   |   |   |   |   |   |   |   | 7 |
| 6 |   |   |   |   |   |   |   |   | 6 |
| 5 |   |   |   |   |   |   |   |   | 5 |
| 4 |   |   |   |   |   |   |   |   | 4 |
| 3 |   |   |   |   |   |   |   |   | 3 |
| 2 |   |   |   |   |   |   |   |   | 2 |
| 1 |   |   |   |   |   |   |   |   | 1 |
|   | a | b | c | d | e | f | g | h |   |

### 3. Partie
In der dritten Partie begann Carlsen zunächst wie in der ersten, zog dann aber als Variante im dritten Zug den Bauern auf c4. Im Mittelspiel schien Anand die Oberhand zu gewinnen, Carlsen musste seine Dame zeitweise auf dem Eckfeld h1 platzieren und geriet in Zeitnot. Durch das Bauernopfer 28. e3 konnte Carlsen jedoch seine Figuren wieder aktivieren, woraufhin Anand in eine ausgeglichene Stellung einlenkte, Figuren abtauschte und nach dem 41. Zug ein Remis anbot. Carlsen spielte jedoch weiter und die Spieler tauschten weiter ab, bis nach 51 Zügen ein positionelles Remis erreicht war.
Carlsen – Anand
Chennai, 12. November 2013
Réti-Eröffnung, A07
1. Sf3 d5 2. g3 g6 3. c4 dxc4 4. Da4+ Sc6 5. Lg2 Lg7 6. Sc3 e5 7. Dxc4 Sge7 8. 0–0 0–0 9. d3 h6 10. Ld2 Sd4 11. Sxd4 exd4 12. Se4 c6 13. Lb4 Le6 14. Dc1 Ld5 15. a4 b6 16. Lxe7 Dxe7 17. a5 Tab8 18. Te1 Tfc8 19. axb6 axb6 20. Df4 Td8 21. h4 Kh7 22. Sd2 Le5 23. Dg4 h5 24. Dh3 Le6 25. Dh1 c5 26. Se4 Kg7 27. Sg5 b5 28. e3 dxe3 29. Txe3 Ld4 30. Te2 c4 31. Sxe6+ fxe6 32. Le4 cxd3 33. Td2 Db4 34. Tad1 Lxb2 35. Df3 Lf6 36. Txd3 Txd3 37. Txd3 Td8 38. Txd8 Lxd8 39. Ld3 Dd4 40. Lxb5 Df6 41. Db7+ Le7 42. Kg2 g5 43. hxg5 Dxg5 44. Lc4 h4 45. Dc7 hxg3 46. Dxg3 e5 47. Kf3 Dxg3+ 48. fxg3 Lc5 49. Ke4 Ld4 50. Kf5 Lf2 51. Kxe5 Lxg3+ ½:½
|   | a | b | c | d | e | f | g | h |   |
| 8 |   |   |   |   |   |   |   |   | 8 |
| 7 |   |   |   |   |   |   |   |   | 7 |
| 6 |   |   |   |   |   |   |   |   | 6 |
| 5 |   |   |   |   |   |   |   |   | 5 |
| 4 |   |   |   |   |   |   |   |   | 4 |
| 3 |   |   |   |   |   |   |   |   | 3 |
| 2 |   |   |   |   |   |   |   |   | 2 |
| 1 |   |   |   |   |   |   |   |   | 1 |
|   | a | b | c | d | e | f | g | h |   |

### 4. Partie
In der vierten Partie wurde die Berliner Verteidigung der Spanischen Eröffnung gespielt. Nach dem Damentausch im achten Zug bekam das Spiel schnell den Charakter eines Endspiels. Aufsehen erregte der achtzehnte Zug, in dem Carlsen mit seinem Läufer einen Randbauern nehmen konnte: In ähnlicher Situation hatte Bobby Fischer in der ersten Partie der WM 1972 einen Läufer verloren. In diesem Fall konnte Carlsen jedoch den Bauern gewinnen und seinen Läufer befreien, wenn auch auf Kosten schwächerer Figurenstellung. Anand konnte die Partie daraufhin ausgeglichen halten, im Turmendspiel einige Drohungen parieren und Carlsens Mehrbauern neutralisieren, sodass es wieder zu einem Remis kam.
Anand – Carlsen
Chennai, 13. November 2013
Spanische Partie, C67
1. e4 e5 2. Sf3 Sc6 3. Lb5 Sf6 4. 0–0 Sxe4 5. d4 Sd6 6. Lxc6 dxc6 7. dxe5 Sf5 8. Dxd8 Kxd8 9. h3 Ld7 10. Td1 Le7 11. Sc3 Kc8 12. Lg5 h6 13. Lxe7 Sxe7 14. Td2 c5 15. Tad1 Le6 16. Se1 Sg6 17. Sd3 b6 18. Se2 Lxa2 19. b3 c4 20. Sdc1 cxb3 21. cxb3 Lb1 22. f4 Kb7 23. Sc3 Lf5 24. g4 Lc8 25. Sd3 h5 26. f5 Se7 27. Sb5 hxg4 28. hxg4 Th4 29. Sf2 Sc6 30. Tc2 a5 31. Tc4 g6 32. Tdc1 Ld7 33. e6 fxe6 34. fxe6 Le8 35. Se4 Txg4+ 36. Kf2 Tf4+ 37. Ke3 Tf8 38. Sd4 Sxd4 39. Txc7+ Ka6 40. Kxd4 Td8+ 41. Kc3 Tf3+ 42. Kb2 Te3 43. Tc8 Tdd3 44. Ta8+ Kb7 45. Txe8 Txe4 46. e7 Tg3 47. Tc3 Te2+ 48. Tc2 Tee3 49. Ka2 g5 50. Td2 Te5 51. Td7 Kc6 52. Ted8 Tge3 53. Td6+ Kb7 54.T8d7+ Ka6 55. Td5 Te2+ 56. Ka3 Te6 57. Td8 g4 58. Tg5 Txe7 59. Ta8+ Kb7 60. Tag8 a4 61. Txg4 axb3 62.T8g7 Ka6 63. Txe7 Txe7 64. Kxb3 ½:½
|   | a | b | c | d | e | f | g | h |   |
| 8 |   |   |   |   |   |   |   |   | 8 |
| 7 |   |   |   |   |   |   |   |   | 7 |
| 6 |   |   |   |   |   |   |   |   | 6 |
| 5 |   |   |   |   |   |   |   |   | 5 |
| 4 |   |   |   |   |   |   |   |   | 4 |
| 3 |   |   |   |   |   |   |   |   | 3 |
| 2 |   |   |   |   |   |   |   |   | 2 |
| 1 |   |   |   |   |   |   |   |   | 1 |
|   | a | b | c | d | e | f | g | h |   |

### 5. Partie
Carlsens Eröffnung mündete in die halbslawische Variante des Damengambits, was auf einen offenen Schlagabtausch hinauslief. Dieser führte in ein Turmendspiel, in dem Anand einen Bauern weniger besaß und nach dem Fehler 45. … Tc1+ statt 45. … Ta1 bald einen weiteren verlor. In hoffnungsloser Situation gab er nach 58 Zügen auf.
Carlsen – Anand
Chennai, 15. November 2013
Damengambit, D31
1. c4 e6 2. d4 d5 3. Sc3 c6 4. e4 dxe4 5. Sxe4 Lb4+ 6. Sc3 c5 7. a3 La5 8. Sf3 Sf6 9. Le3 Sc6 10. Dd3 cxd4 11. Sxd4 Sg4 12. 0–0–0 Sxe3 13. fxe3 Lc7 14. Sxc6 bxc6 15. Dxd8+ Lxd8 16. Le2 Ke7 17. Lf3 Ld7 18. Se4 Lb6 19. c5 f5 20. cxb6 fxe4 21. b7 Tab8 22. Lxe4 Txb7 23. Thf1 Tb5 24. Tf4 g5 25. Tf3 h5 26. Tdf1 Le8 27. Lc2 Tc5 28. Tf6 h4 29. e4 a5 30. Kd2 Tb5 31. b3 Lh5 32. Kc3 Tc5+ 33. Kb2 Td8 34.T1f2 Td4 35. Th6 Ld1 36. Lb1 Tb5 37. Kc3 c5 38. Tb2 e5 39. Tg6 a4 40. Txg5 Txb3+ 41. Txb3 Lxb3 42. Txe5+ Kd6 43. Th5 Td1 44. e5+ Kd5 45. Lh7 Tc1+ 46. Kb2 Tg1 47. Lg8+ Kc6 48. Th6+ Kd7 49. Lxb3 axb3 50. Kxb3 Txg2 51. Txh4 Ke6 52. a4 Kxe5 53. a5 Kd6 54. Th7 Kd5 55. a6 c4+ 56. Kc3 Ta2 57. a7 Kc5 58. h4 1:0
|   | a | b | c | d | e | f | g | h |   |
| 8 |   |   |   |   |   |   |   |   | 8 |
| 7 |   |   |   |   |   |   |   |   | 7 |
| 6 |   |   |   |   |   |   |   |   | 6 |
| 5 |   |   |   |   |   |   |   |   | 5 |
| 4 |   |   |   |   |   |   |   |   | 4 |
| 3 |   |   |   |   |   |   |   |   | 3 |
| 2 |   |   |   |   |   |   |   |   | 2 |
| 1 |   |   |   |   |   |   |   |   | 1 |
|   | a | b | c | d | e | f | g | h |   |

### 6. Partie
In der sechsten Partie wurde – wie bereits in der vierten – die Berliner Verteidigung der Spanischen Eröffnung gespielt. Im Turmendspiel opferte Carlsen bei zunächst einem Mehrbauern nach und nach zwei Bauern, um mit Hilfe seines aktiveren Königs und Turms einen Freibauern zu schaffen. Anand gab auf, als dessen Umwandlung in eine Dame nicht mehr zu verhindern war.
Anand – Carlsen
Chennai, 16. November 2013
Spanische Partie, C65
1. e4 e5 2. Sf3 Sc6 3. Lb5 Sf6 4. d3 Lc5 5. c3 0–0 6. 0–0 Te8 7. Te1 a6 8. La4 b5 9. Lb3 d6 10. Lg5 Le6 11. Sbd2 h6 12. Lh4 Lxb3 13. axb3 Sb8 14. h3 Sbd7 15. Sh2 De7 16. Sdf1 Lb6 17. Se3 De6 18. b4 a5 19. bxa5 Lxa5 20. Shg4 Lb6 21. Lxf6 Sxf6 22. Sxf6+ Dxf6 23. Dg4 Lxe3 24. fxe3 De7 25. Tf1 c5 26. Kh2 c4 27. d4 Txa1 28. Txa1 Db7 29. Td1 Dc6 30. Df5 exd4 31. Txd4 Te5 32. Df3 Dc7 33. Kh1 De7 34. Dg4 Kh7 35. Df4 g6 36. Kh2 Kg7 37. Df3 Te6 38. Dg3 Txe4 39. Dxd6 Txe3 40. Dxe7 Txe7 41. Td5 Tb7 42. Td6 f6 43. h4 Kf7 44. h5 gxh5 45. Td5 Kg6 46. Kg3 Tb6 47. Tc5 f5 48. Kh4 Te6 49. Txb5 Te4+ 50. Kh3 Kg5 51. Tb8 h4 52. Tg8+ Kh5 53. Tf8 Tf4 54. Tc8 Tg4 55. Tf8 Tg3+ 56. Kh2 Kg5 57. Tg8+ Kf4 58. Tc8 Ke3 59. Txc4 f4 60. Ta4 h3 61. gxh3 Tg6 62. c4 f3 63. Ta3+ Ke2 64. b4 f2 65. Ta2+ Kf3 66. Ta3+ Kf4 67. Ta8 Tg1 0:1
|   | a | b | c | d | e | f | g | h |   |
| 8 |   |   |   |   |   |   |   |   | 8 |
| 7 |   |   |   |   |   |   |   |   | 7 |
| 6 |   |   |   |   |   |   |   |   | 6 |
| 5 |   |   |   |   |   |   |   |   | 5 |
| 4 |   |   |   |   |   |   |   |   | 4 |
| 3 |   |   |   |   |   |   |   |   | 3 |
| 2 |   |   |   |   |   |   |   |   | 2 |
| 1 |   |   |   |   |   |   |   |   | 1 |
|   | a | b | c | d | e | f | g | h |   |

### 7. Partie
In der siebten Partie, in der es zum bislang dritten Mal im Match zur Berliner Verteidigung der Spanischen Eröffnung kam, durfte Anand aufgrund des Reglements ein zweites Mal in Folge die weißen Steine führen. Doch nach den vorangegangenen beiden Niederlagen ließ Anand die Partie trotz einer neuen Variante Carlsens in der Eröffnung rasch verflachen und nahm das Remis in Kauf, statt anzugreifen.
Anand – Carlsen
Chennai, 18. November 2013
Spanische Partie, C65
1. e4 e5 2. Sf3 Sc6 3. Lb5 Sf6 4. d3 Lc5 5. Lxc6 dxc6 6. Sbd2 Lg4 7. h3 Lh5 8. Sf1 Sd7 9. Sg3 Lxf3 10. Dxf3 g6 11. Le3 De7 12. 0–0–0 0–0-0 13. Se2 The8 14. Kb1 b6 15. h4 Kb7 16. h5 Lxe3 17. Dxe3 Sc5 18. hxg6 hxg6 19. g3 a5 20. Th7 Th8 21. Tdh1 Txh7 22. Txh7 Df6 23. f4 Th8 24. Txh8 Dxh8 25. fxe5 Dxe5 26. Df3 f5 27. exf5 gxf5 28. c3 Se6 29. Kc2 Sg5 30. Df2 Se6 31. Df3 Sg5 32. Df2 Se6 ½:½
|   | a | b | c | d | e | f | g | h |   |
| 8 |   |   |   |   |   |   |   |   | 8 |
| 7 |   |   |   |   |   |   |   |   | 7 |
| 6 |   |   |   |   |   |   |   |   | 6 |
| 5 |   |   |   |   |   |   |   |   | 5 |
| 4 |   |   |   |   |   |   |   |   | 4 |
| 3 |   |   |   |   |   |   |   |   | 3 |
| 2 |   |   |   |   |   |   |   |   | 2 |
| 1 |   |   |   |   |   |   |   |   | 1 |
|   | a | b | c | d | e | f | g | h |   |

### 8. Partie
Die achte Partie endete nach etwas über einer Stunde durch den Abtausch der Leicht- und Schwerfiguren in einem ausgeglichenen Bauernendspiel. Nach der Partie mussten sich die beiden Spieler einer verdachtsunabhängigen Dopingkontrolle unterziehen, wie sie auch bei vorherigen Schachweltmeisterschaften vorgenommen wurde.
Carlsen – Anand
Chennai, 19. November 2013
Spanische Partie, C67
1. e4 e5 2. Sf3 Sc6 3. Lb5 Sf6 4. 0–0 Sxe4 5. Te1 Sd6 6. Sxe5 Le7 7. Lf1 Sxe5 8. Txe5 0–0 9. d4 Lf6 10. Te1 Te8 11. c3 Txe1 12. Dxe1 Se8 13. Lf4 d5 14. Ld3 g6 15. Sd2 Sg7 16. De2 c6 17. Te1 Lf5 18. Lxf5 Sxf5 19. Sf3 Sg7 20. Le5 Se6 21. Lxf6 Dxf6 22. Se5 Te8 23. Sg4 Dd8 24. De5 Sg7 25. Dxe8+ Sxe8 26. Txe8+ Dxe8 27. Sf6+ Kf8 28. Sxe8 Kxe8 29. f4 f5 30. Kf2 b5 31. b4 Kf7 32. h3 h6 33. h4 h5 ½:½
|   | a | b | c | d | e | f | g | h |   |
| 8 |   |   |   |   |   |   |   |   | 8 |
| 7 |   |   |   |   |   |   |   |   | 7 |
| 6 |   |   |   |   |   |   |   |   | 6 |
| 5 |   |   |   |   |   |   |   |   | 5 |
| 4 |   |   |   |   |   |   |   |   | 4 |
| 3 |   |   |   |   |   |   |   |   | 3 |
| 2 |   |   |   |   |   |   |   |   | 2 |
| 1 |   |   |   |   |   |   |   |   | 1 |
|   | a | b | c | d | e | f | g | h |   |

### 9. Partie
Anand wandte in der neunten Partie eine scharfe Eröffnung an, durch die er Angriff erhielt. Durch einen schweren Fehler stellte er jedoch die Partie ein: Nach 28. Sf1 statt 28. Lf1 konnte Carlsens gerade durch Bauernumwandlung entstandene zweite Dame den Angriff problemlos abwehren.
Anand – Carlsen
Chennai, 21. November 2013
Nimzowitsch-Indisch, E25
1. d4 Sf6 2. c4 e6 3. Sc3 Lb4 4. f3 d5 5. a3 Lxc3+ 6. bxc3 c5 7. cxd5 exd5 8. e3 c4 9. Se2 Sc6 10. g4 0–0 11. Lg2 Sa5 12. 0–0 Sb3 13. Ta2 b5 14. Sg3 a5 15. g5 Se8 16. e4 Sxc1 17. Dxc1 Ta6 18. e5 Sc7 19. f4 b4 20. axb4 axb4 21. Txa6 Sxa6 22. f5 b3 23. Df4 Sc7 24. f6 g6 25. Dh4 Se8 26. Dh6 b2 27. Tf4 b1D+ 28. Sf1?? De1 0:1
|   | a | b | c | d | e | f | g | h |   |
| 8 |   |   |   |   |   |   |   |   | 8 |
| 7 |   |   |   |   |   |   |   |   | 7 |
| 6 |   |   |   |   |   |   |   |   | 6 |
| 5 |   |   |   |   |   |   |   |   | 5 |
| 4 |   |   |   |   |   |   |   |   | 4 |
| 3 |   |   |   |   |   |   |   |   | 3 |
| 2 |   |   |   |   |   |   |   |   | 2 |
| 1 |   |   |   |   |   |   |   |   | 1 |
|   | a | b | c | d | e | f | g | h |   |

### 10. Partie
Carlsen reichte nun für einen Gesamtsieg ein Remis. Somit spielte Anand entsprechend offensiv, um durch einen Sieg den Ausgang des Matches weiter offen halten zu können. Nachdem Carlsen die Rossolimo-Variante der Sizilianischen Verteidigung gewählt hatte, ergab sich schließlich ein von beiden Spielern riskant geführtes Springerendspiel. In dessen Verlauf opferte Carlsen einen Springer. Beide Spieler konnten im 56. Zug einen Bauern in eine Dame umwandeln. Nach einem Damentausch mündete die Partie in ein Endspiel mit zwei Bauern auf weißer und einem Springer auf schwarzer Seite. Als der letzte weiße Bauer geschlagen wurde, war das Remis perfekt. Der Herausforderer Carlsen war dadurch neuer Schachweltmeister.
Carlsen – Anand
Chennai, 22. November 2013
Sizilianische Verteidigung, B51
1. e4 c5 2. Sf3 d6 3. Lb5+ Sd7 4. d4 cxd4 5. Dxd4 a6 6. Lxd7+ Lxd7 7. c4 Sf6 8. Lg5 e6 9. Sc3 Le7 10. 0–0 Lc6 11. Dd3 0–0 12. Sd4 Tc8 13. b3 Dc7 14. Sxc6 Dxc6 15. Tac1 h6 16. Le3 Sd7 17. Ld4 Tfd8 18. h3 Dc7 19. Tfd1 Da5 20. Dd2 Kf8 21. Db2 Kg8 22. a4 Dh5 23. Se2 Lf6 24. Tc3 Lxd4 25. Txd4 De5 26. Dd2 Sf6 27. Te3 Td7 28. a5 Dg5 29. e5 Se8 30. exd6 Tc6 31. f4 Dd8 32. Ted3 Tcxd6 33. Txd6 Txd6 34. Txd6 Dxd6 35. Dxd6 Sxd6 36. Kf2 Kf8 37. Ke3 Ke7 38. Kd4 Kd7 39. Kc5 Kc7 40. Sc3 Sf5 41. Se4 Se3 42. g3 f5 43. Sd6 g5 44. Se8+ Kd7 45. Sf6+ Ke7 46. Sg8+ Kf8 47. Sxh6 gxf4 48. gxf4 Kg7 49. Sxf5 exf5 50. Kb6 Sg2 51. Kxb7 Sxf4 52. Kxa6 Se6 53. Kb6 f4 54. a6 f3 55. a7 f2 56. a8D f1D 57. Dd5 De1 58. Dd6 De3+ 59. Ka6 Sc5+ 60. Kb5 Sxb3 61. Dc7+ Kh6 62. Db6+ Dxb6+ 63. Kxb6 Kh5 64. h4 Kxh4 65. c5 Sxc5 ½:½

## Nachbetrachtungen
Großmeister Anish Giri führt den Sieg Carlsens auf mehrere Faktoren zurück. Anand habe während des Wettkampfs seine Furcht vor Carlsen nicht ablegen können. Dies zeigte sich besonders in den Pressekonferenzen nach den Partien, in denen Anand seine Stellungen unterschätzt habe. Des Weiteren sei die Eröffnungsvorbereitung von Anand weitgehend ins Leere gelaufen, weil Carlsen stets Nebenvarianten wählte.
Robert K. von Weizsäcker, ehemaliger Präsident des Deutschen Schachbundes, bezeichnete die Weltmeisterschaft als enttäuschend, da Carlsen kein überlegenes Schachverständnis demonstriert, sondern lediglich die Fehler seines Gegners abgewartet und ausgenutzt habe. Bundestrainer Uwe Bönsch meinte dagegen, dass die Partien zwar nicht spektakulär, aber trotzdem auf sehr hohem Niveau gewesen seien. Großmeister Nigel Short schrieb, dass Anand zwar durch eigene Fehler verloren habe, diese aber durch den konstanten Druck Carlsens herbeigeführt wurden. Zum neuen Weltmeister stellte Der Standard aus Österreich unter der Überschrift Präzises Produkt systematischer Entfaltung fest: Carlsen verfüge über ein außergewöhnliches Gedächtnis und eine für sein Alter untypische mentale Stärke. Statt anzugreifen (und mitunter zu verlieren), warte er auf winzige Unebenheiten im Spiel des Gegners und erhöhe wie Bobby Fischer dann den Druck unbarmherzig. Hervorstechendes Merkmal sei seine ungeheure Präzision. In vielem ähnele sein Stil daher dem des kubanischen Weltmeisters José Raúl Capablanca.
In einem Zeitungsartikel Ende November 2013 schrieb Michael Ehn: „Die Heftigkeit der Niederlage war freilich keine Überraschung. Der deutliche Gewinn von Carlsen entsprach fast exakt dem nach der Ratingzahl von Arpad Elo zu erwartenden Ergebnis. … Schach auf diesem höchsten Niveau ist offenkundig etwas für junge Gehirne. … Unter den 50 (weltbesten) Großmeistern mit über 2700 Elopunkten“ seien einzig Iwantschuk und Gelfand älter als Anand. „Natürlich hat auch der Weltmeister über diese Chancenverteilung gewusst, dass seine Matcherfahrung und Intuition in kritischen Momenten kaum gegen die Präzision des Jüngeren bestehen können. Es hätte schon einer Notinkarnation Vishnus, des erhabenen Erhalters, bedurft, um den Norweger in die Schranken zu weisen. Umso mehr muss man daher der Leistung und dem Mut des 43-Jährigen höchsten Respekt zollen. Nach den Niederschlägen in Partie fünf und sechs stellte er sich Runde für Runde einem um 20 Jahre jüngeren Mike Tyson, ausgestattet mit enormer Schlagkraft, Beweglichkeit und kontrollierter Aggression. In Partie neun mit Weiß ein letzter heroischer Versuch eines Lucky Punch, Anand ging selbst zu Boden. Der neue Weltmeister … , wie wird er den Stil der Gegenwart prägen? Vielleicht gar nicht. Er spielt einfach sehr, sehr stark Schach. Das weiß er, und das ist alles. Und, das ist seine Botschaft, es war in der Schachgeschichte nie anders.“
Großmeister Boris Gelfand meint, dass Carlsen verdient gewonnen habe. Insbesondere sein Endspielverständnis sei außergewöhnlich. Nach Meinung Gelfands spielt Carlsen in dieser Partiephase stärker als ein Computer. In den Eröffnungen habe Carlsen wie für ihn üblich nichts Besonderes gezeigt. Dies könne sich in künftigen Wettkämpfen als ernsthafte Schwäche erweisen. In der 3. Partie habe Carlsen nach der Eröffnungsphase nicht gut gestanden, aber intuitiv die richtige Verteidigung gefunden, um die Partie noch zu retten. Anand sei es mit Ausnahme der 9. Partie, als er bereits deutlich zurücklag und nicht mehr voller Selbstvertrauen war, nicht gelungen, komplizierte taktische Stellungen zu erreichen.

## Wissenswertes
Die Weltmeisterschaft war nach Lasker gegen Capablanca 1921 (vorzeitige Aufgabe Laskers beim Stand von +0 =10 −4) und Kasparow gegen Kramnik 2000 (+0 =13 −2 aus Sicht Kasparows) die dritte in der Geschichte der Schachweltmeisterschaften, bei der der amtierende Weltmeister gegen seinen Herausforderer keine einzige Partie gewinnen konnte.
Carlsen wurde durch seinen Sieg der 16. klassische Schachweltmeister. Er ist der erste Norweger, der diesen Titel errang.